# Île de Queimada Grande
Pour les articles homonymes, voir Queimada et Île aux Serpents.
L’île de Queimada Grande (en portugais : Ilha da Queimada Grande) est une île brésilienne qui se situe à environ 35 kilomètres du littoral de l'État de São Paulo, dans la municipalité d'Itanhaém, non loin de la ville de Santos.
Elle est inhabitée et son accès est strictement réservé aux scientifiques de l'Institut Butantan d'herpétologie.

## Géographie
La superficie de l'île est de 430 000 mètres carrés, soit 43 hectares.
L'augmentation du niveau de la mer il y a 11 000 ans a isolé l'île du reste du continent, créant une niche écologique. Un phare est situé dans la partie nord de l'île.

## Faune
L'île a la réputation d'être le lieu abritant la population de serpents la plus dense de la planète. Les serpents sont présents sur le sol, dans les arbres, au sommet de l'île et sur la plage. Ils ont même élu domicile dans l'ancien phare, encore occupé par un gardien et sa famille au début du XXe siècle, mais désormais automatisé. Selon une légende, cette famille aurait péri à cause de morsures de serpents, selon l'Institut Butantan d’herpétologie, aucune mort de ce type n'y a jamais été recensée. L'île et ses serpents font l'objet de nombreux mythes. 
Un documentaire de Discovery Channel a prétendu qu'à certains endroits de l'île, on trouve un serpent par mètre carré, tandis qu'une légende locale prétend qu'il y a cinq serpents par mètre carré. De ce fait, l'île est parfois présentée comme un des endroits les plus dangereux au monde pour l'homme. Personne, à part les scientifiques, n'a le droit d'y accoster. Au recensement de 2008, la population de serpents a été estimée à 2 000 individus, soit un déclin de moitié en dix ans.
Ces serpents appartiennent tous à la même espèce. Il s'agit d'une espèce strictement endémique de l'île appelés jararaca-ilhoas (Bothrops insularis). Elle est réputée être l'une des espèces de serpents les plus venimeuses au monde, et son venin cinq fois plus puissant que celui de ses cousins continentaux du genre Bothrops, mais selon les herpétologistes, ces affirmations relèvent sont fausses : leur venin est simplement différent, plus efficace sur les oiseaux que sur les mammifères. Leurs proies sont des oiseaux de passage sur l'île.
L'espèce est considérée comme menacée d'extinction puisque c'est le seul endroit au monde où elle vit. Bien que l'île reste très préservée, sa superficie est très petite, ce qui rend son écosystème vulnérable.
Cette île semble ne pas avoir de mammifères.